# Nattens prinsessa
Nattens prinsessa (Selenicereus pteranthus) är en art i familjen kaktusar och kommer ursprungligen från Mexiko.
Nattens prinsessa är kanske den vanligaste arten i odling. Den skiljs från släktingen nattens drottning genom att vanligen ha 4-5 ribbor, gråaktiga, grova stammar och korta, endast några millimeter långa taggar. Taggarna sitter kvar på äldre stammar.
Natten Drottning har fler ribbor och längre taggar som faller av på äldre stammar. Blommorna är snarlika och kan inte användas för att skilja arterna åt.

## Odling
Se nattens drottning.